# Jan François Brouwenaar

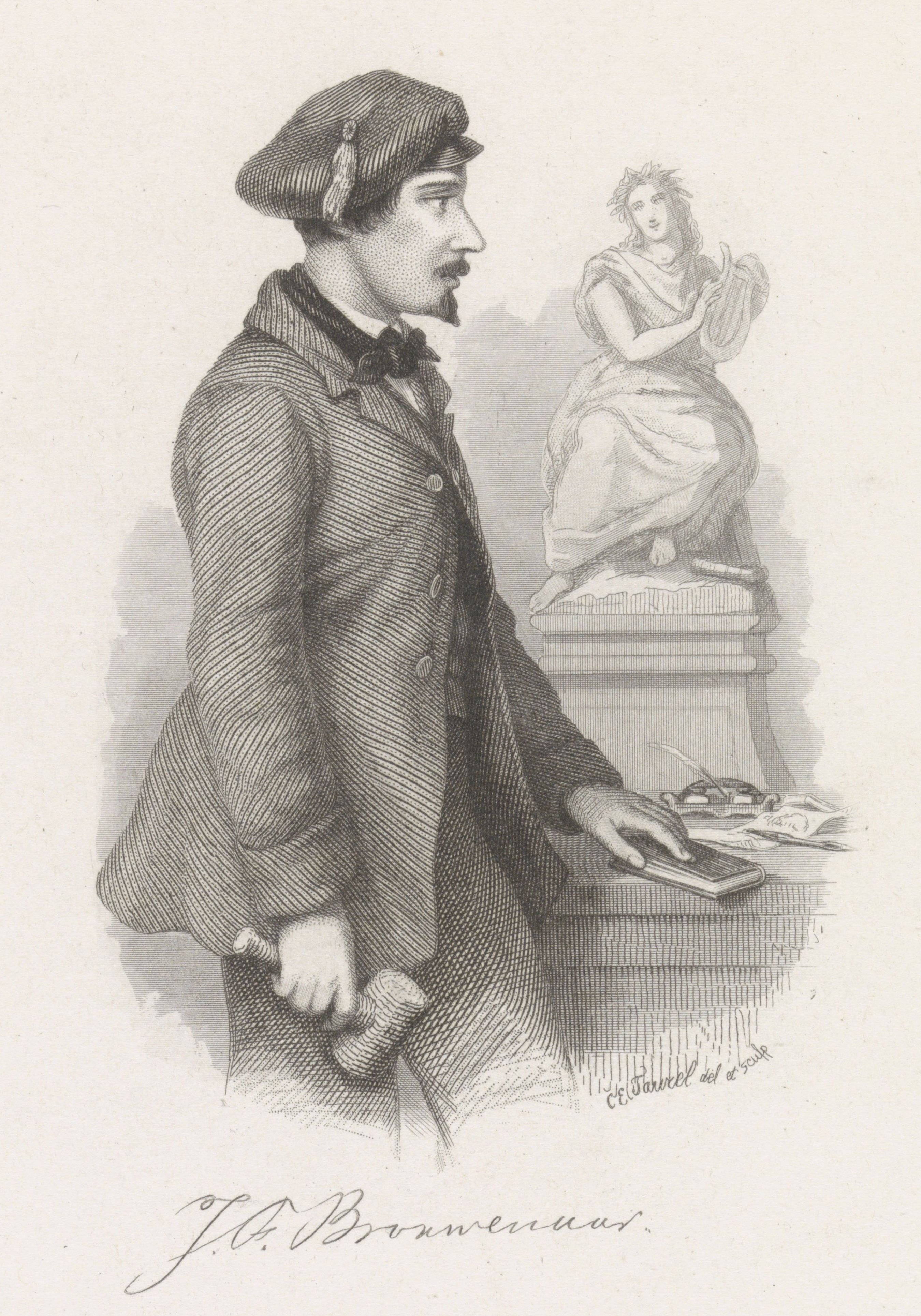
Portret van Jan François Brouwenaar door Edouard Taurel.

Jan François Brouwenaar (Vlissingen, 15 juli 1815 - Amsterdam, 24 september 1849) was een veelbelovend Nederlands beeldhouwer en dichter die op 34-jarige leeftijd overleed; op het moment waarop hij echt succesvol werd.

## Levensloop
Jan François Brouwenaar werd geboren als zoon van kapper François Adriaan Brouwenaar (Vlissingen, 28 november 1784 - Vlissingen, 22 juni 1857) en Anna Maria Drubbels (Middelburg, 15 april 1782 - Vlissingen, 25 april 1861). Na het doorlopen van de lagere school kwam Brouwenaar op tienjarige leeftijd te werken in de blokkenmakerij van de marinewerf in Vlissingen waar voor het eerst zijn talenten werden opgemerkt. Brouwenaar volgde in zijn vrije uren lessen aan de Stadstekenschool waar hij uitblonk in het vak beeldhouwen. Ook leerde hij zich op jonge leeftijd, vrijwel autodidact verschillende vreemde talen aan: Frans, Duits, Engels en Italiaans. In latere jaren bekwaamde hij zich ook in het Latijn en waren Grieks en Russisch hem ook niet geheel vreemd.
In 1843 vertrekt Brouwenaar uit Vlissingen en vestigt hij zich in Brussel waar hij lessen volgt bij beeldhouwer Willem Geefs aan de Koninklijke Akademie voor Schone Kunsten aldaar. Na enkele maanden kreeg hij al een eervolle vermelding in de categorie buste en het jaar daarop won hij de eerste prijs met een kopie van de beeldengroep 'de worstelaars'.
Naast zijn studie beeldhouwen toonde Brouwenaar zich in Brussel een verdienstelijk vertaler en dichter. Vanaf 1844 publiceerde Brouwenaar vertalingen van onder meer Goethe, Friedrich von Schiller, Torquato Tasso, Ludwig Uhland en Lord Byron in de Vlaamse letterkundige tijdschriften Het Vaderland, De Broederhand, De Moedertael en Het Taelverbond. Van zijn eigen hand publiceerde Brouwenaar onder meer het dichtstuk Lodewijk XIV in de Nederlanden (1847).

## Overlijden en naleven

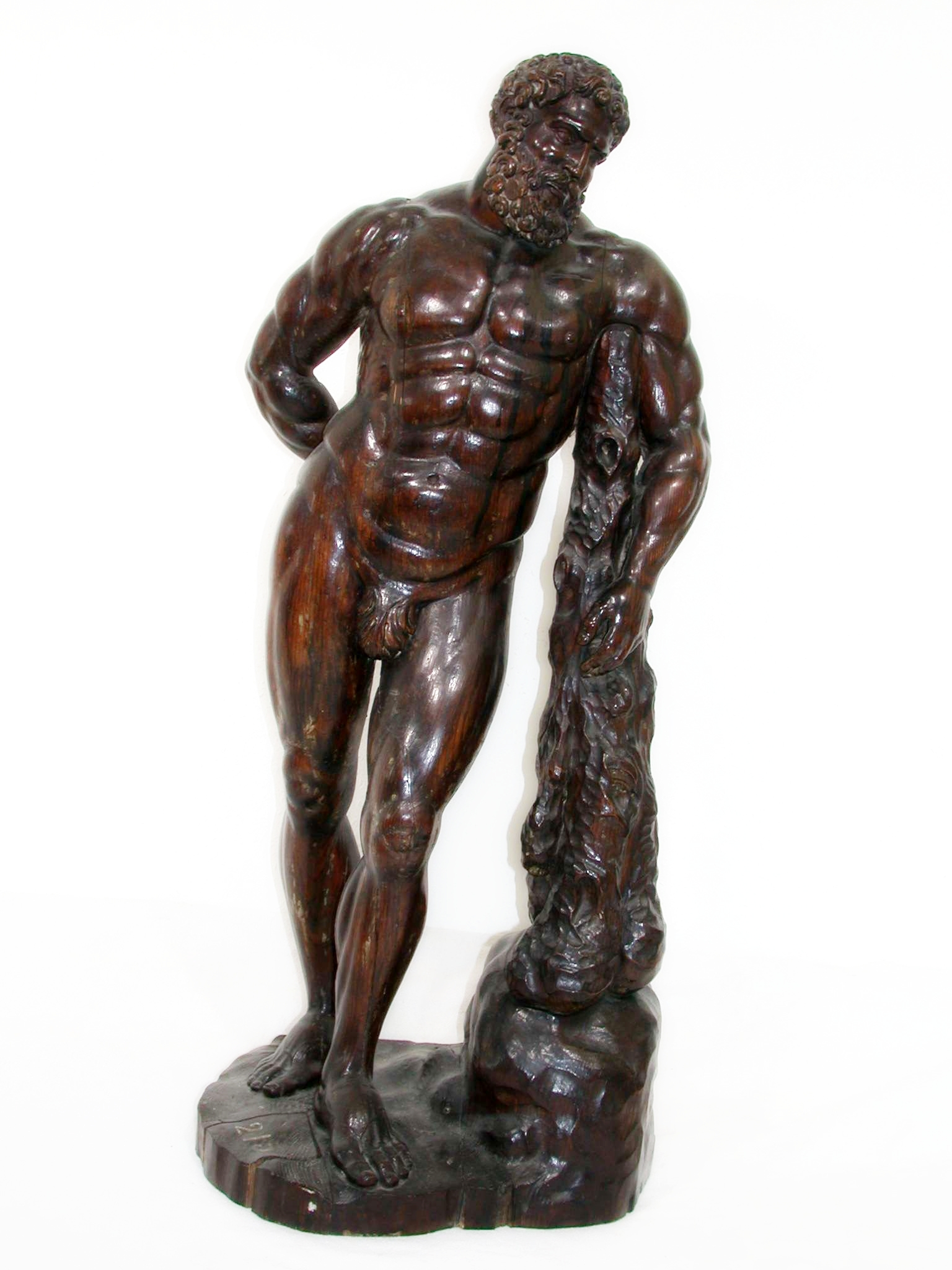
Beeld van Herakles in het Zeeuws maritiem muZEEum

Begin 1849 verruilde Brouwenaar Brussel voor de Koninklijke Academie van Beeldende Kunsten in Amsterdam waar hij zich inschreef om deel te kunnen nemen aan de 'Groote prijs' in de categorie beeldhouwen. De winnaar wachtte een vierjarig verblijf in Italië en Brouwenaar was vastberaden te winnen. De opdracht in de prijskamp was een beeld te vervaardigen van de Bataafse krijger Soranus die vocht in het Romeinse leger. Brouwenaar heeft al zijn krachten gegeven voor het vervaardigen van zijn alles beslissende beeld maar bezweek onder de druk.
Brouwenaar overleed op 24 september 1849 in het Binnengasthuis in Amsterdam aan de gevolgen van geestelijke en lichamelijke uitputting, teleurstellingen en een cholera-aanval. Vier dagen na zijn overlijden is hij begraven op het Sint Antonieskerkhof in Amsterdam, waar nu het Hortusplantsoen is. Bij het open graf werd onder meer gesproken door architect D.D. Buchler en Jacob van Lennep las een gedicht.

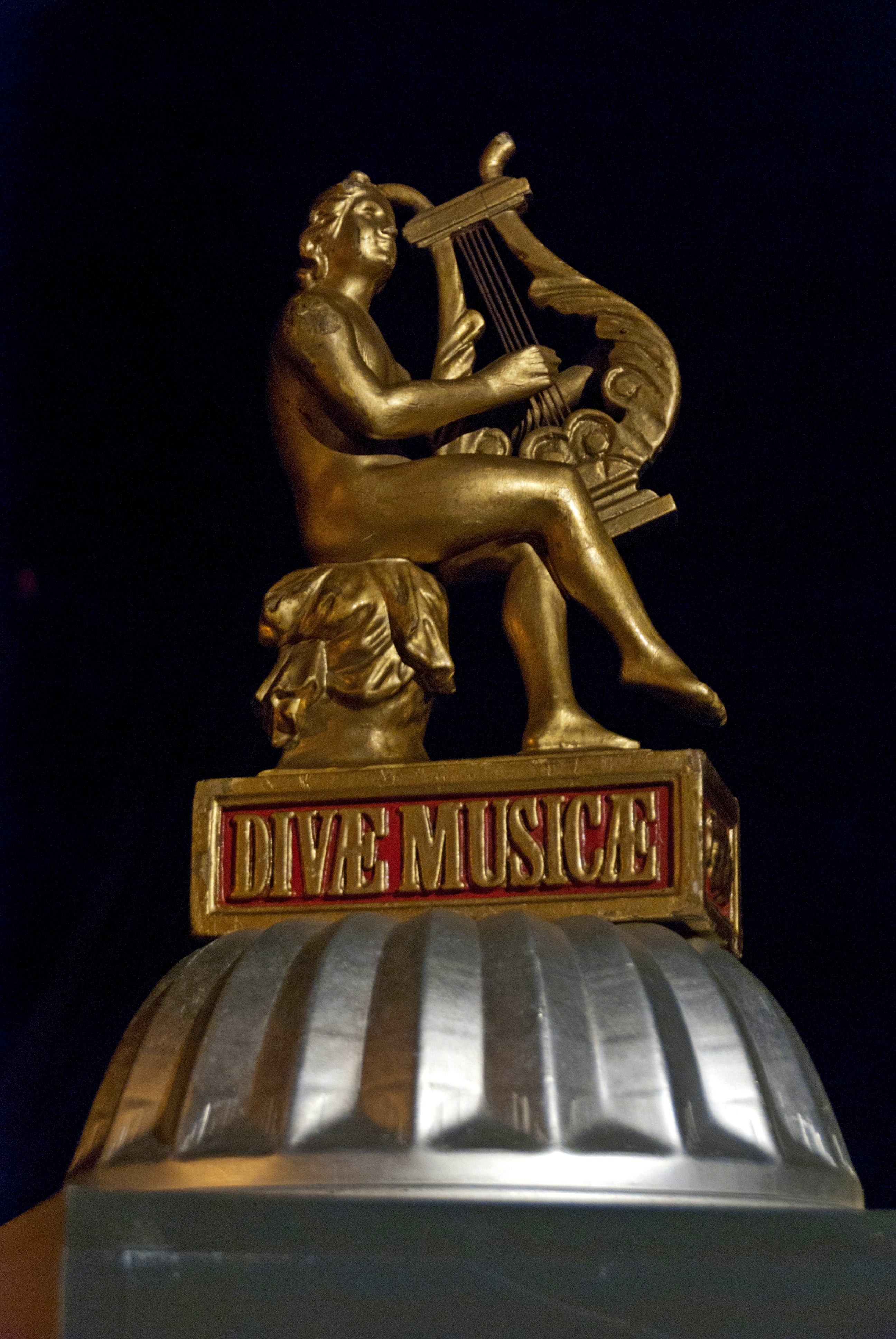
Apollo, kroonwerk van het vaandel van Harmonie Ons Genoegen

Enkele jaren na zijn overlijden werd Brouwenaar in augustus 1852 geëerd met een expositie in Middelburg waar onder meer zijn prijswinnende beeld Soranus werd getoond.. Ook na het overlijden bleven voornoemde Vlaamse letterkundige tijdschriften vertalingen en oorspronkelijk werk van Brouwenaar publiceren. Zijn literaire werk raakt in 1855 meer bekend met de uitgave van de bundel Dichterlijke nalatenschap, bezorgd door dominee en dichter J.J.L. ten Kate die destijds woonde en werkte in Middelburg. In 1911 is in zijn geboorteplaats Vlissingen een straat naar hem genoemd. Het gemeentearchief in Vlissingen bewaart een collectie tekeningen van de hand van Brouwenaar en het muZEEum in diezelfde stad heeft een houten beeldje van Hercules dat aan Brouwenaar wordt toegeschreven. Bij het eerste optreden van Harmonie Ons Genoegen in 1873 werd een vaandel aan de vereniging overhandigd uit de nalatenschap van de Vlissingse dichter en musicus Arie Ruys. Het kroonwerk bestaat een beeldje van Apollo dat vervaardigd is door Brouwenaar.